# Hans Hummel (Orgelbauer)
Hans Hummel (historisch Hans Humell; † 11. Februar 1630 in Levoča, damals Oberungarn, heute Slowakei) war ein fränkischer Orgelbauer, der in Polen und Oberungarn tätig war. Hummel war der Lehrmeister von Georg Nitrowski.

## Leben

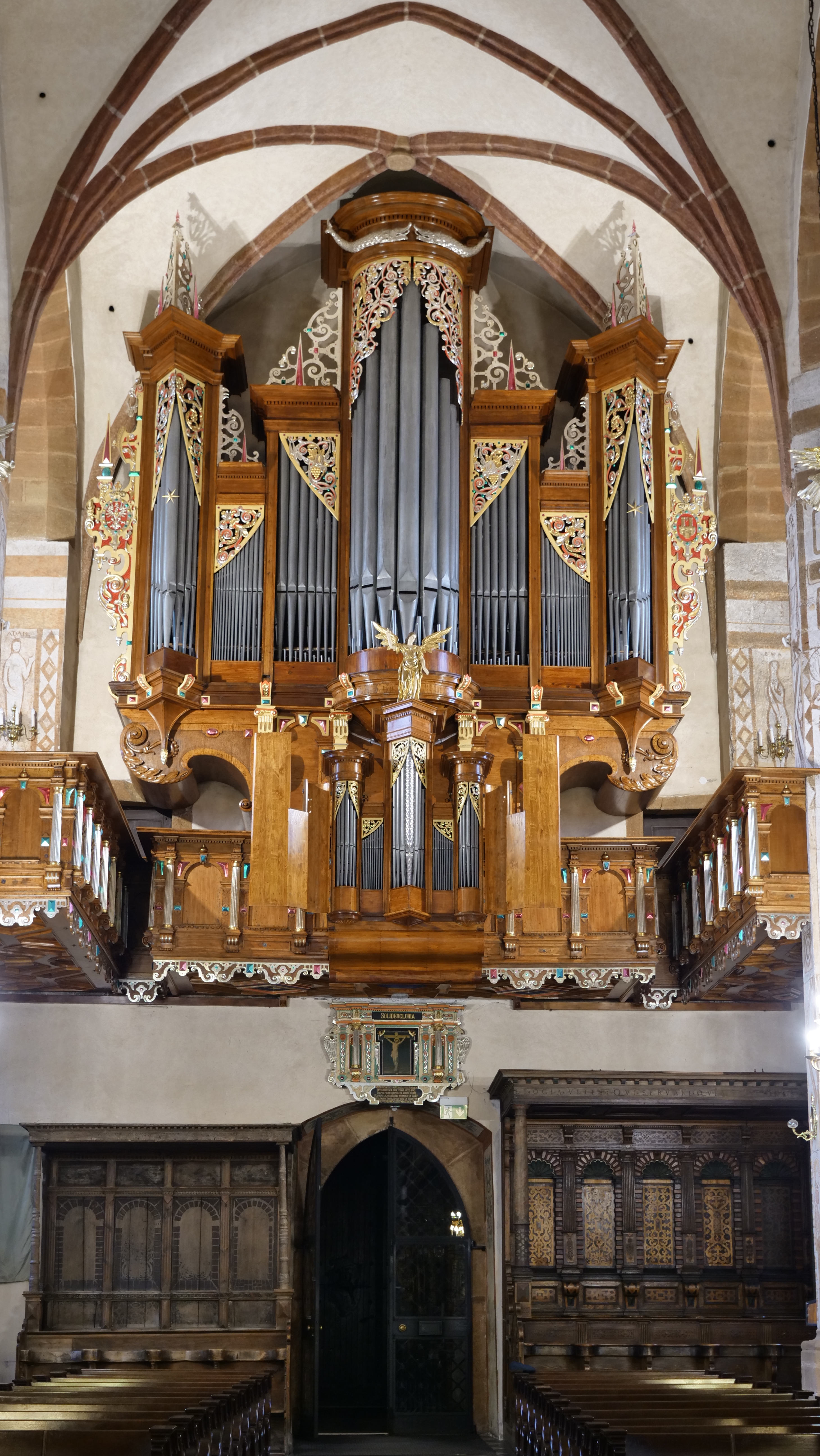
Hans-Hummel-/Georg-Nitrowski-Orgel von 1611–1633 in Olkusz

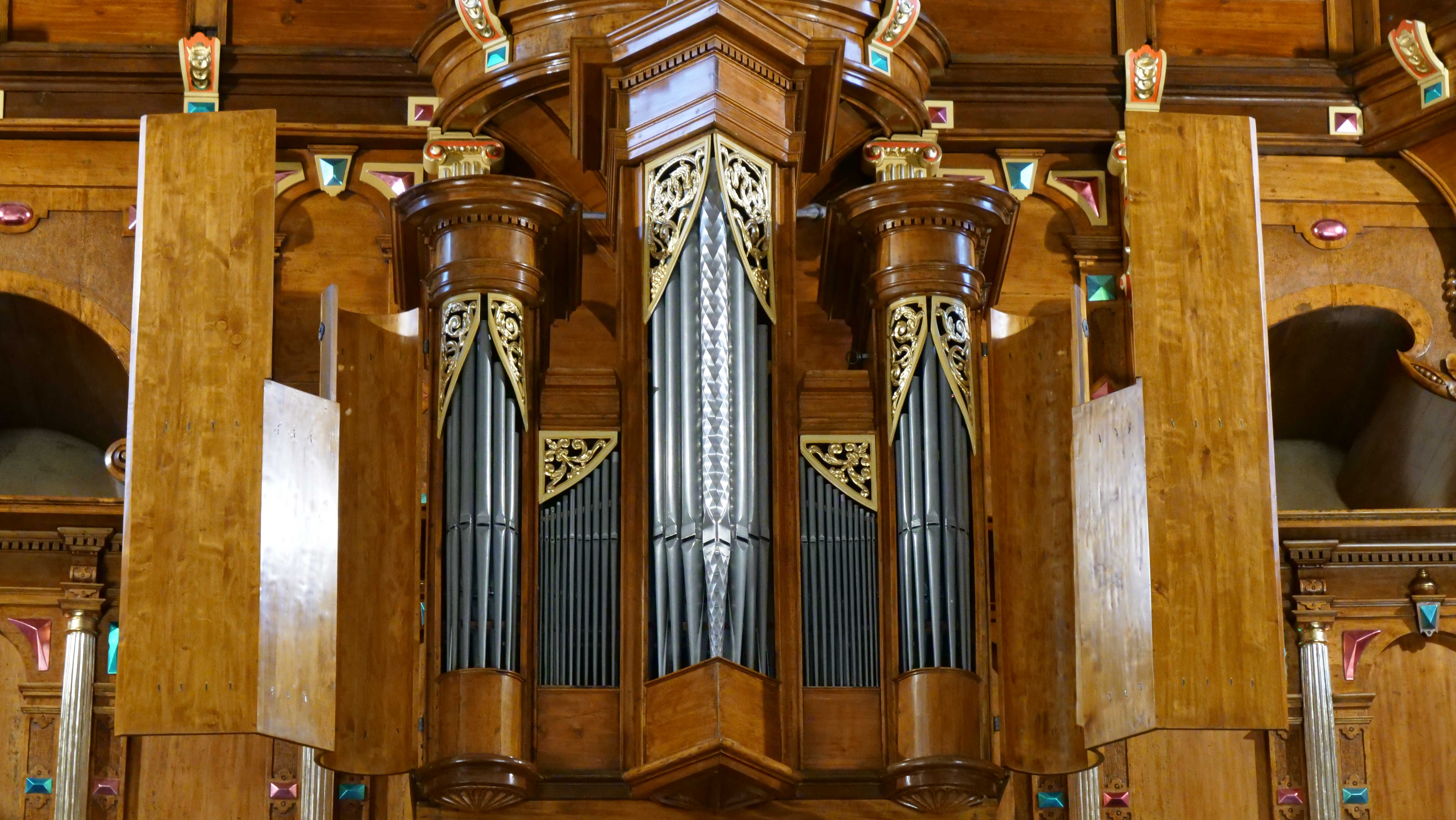
Rückpositiv der Hans-Hummel-/Georg-Nitrowski-Orgel in Olkusz

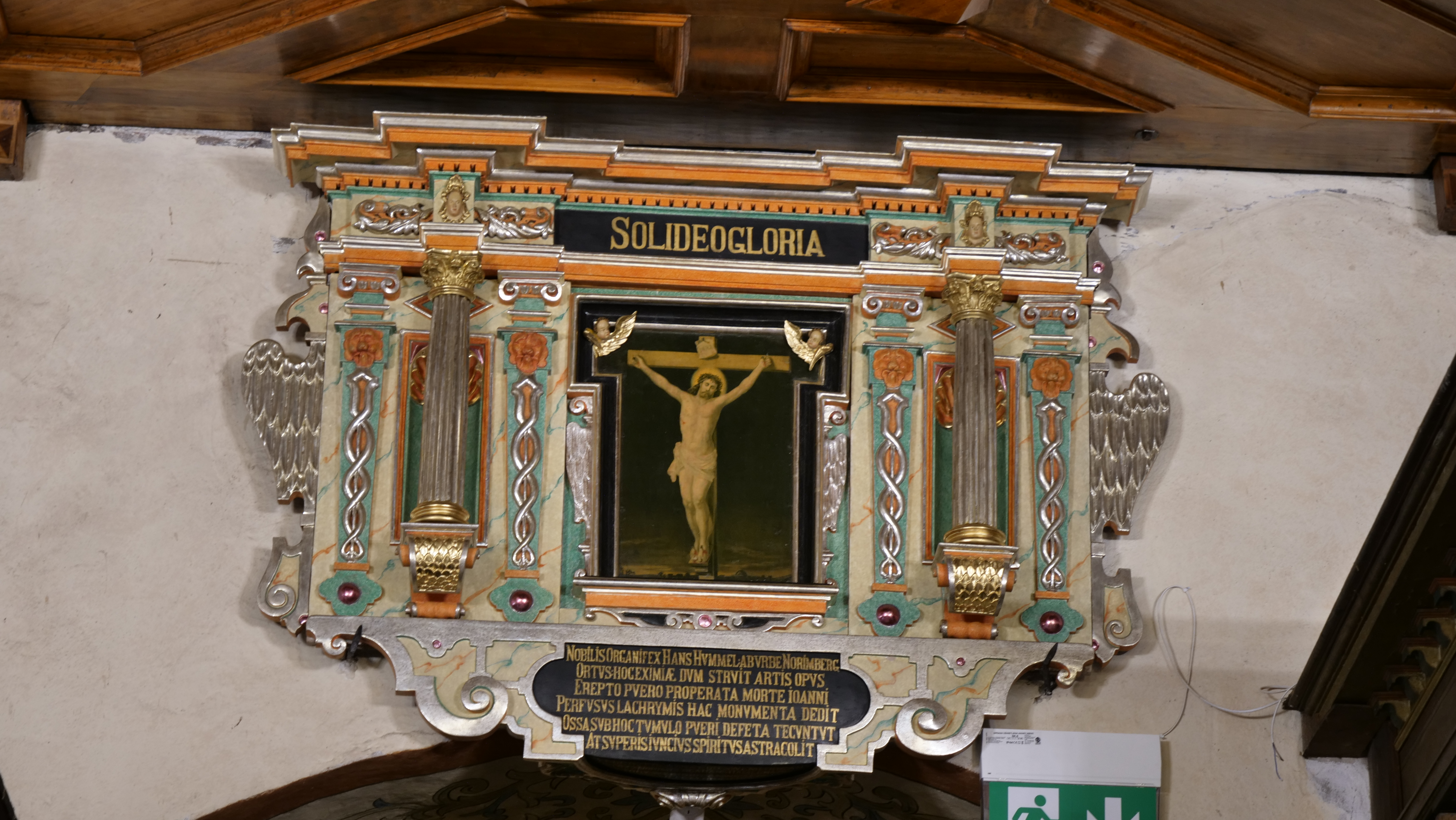
Olkusz, Pfarrkirche St. Andreas, Epitaph von Joannes Hummel

Da in Franken zwei Orgelbauer mit dem Namen Hans Hummel in dieser Zeit erwähnt wurden, ist eine Unterscheidung schwierig. Einer bekam 1588 das Nürnberger Bürgerrecht, der andere 1592. Bis 1617 sind in Hersbruck und Nürnberg einige Arbeiten bekannt. Der andere Orgelbauer namens Hummel starb am 22. Oktober 1624 in Nürnberg.
Hans Hummel wurde 1608 Bürger von Krakau. Ab 1611 baute er eine Orgel in Olkusz (Olkusch) in Kleinpolen, die heute als die älteste erhaltene in Polen gilt. Ab 1624 baute er eine Orgel in Levoča (Leutschau) im damaligen Oberungarn (heute Slowakei), die bis in das 19. Jahrhundert die größte in Ungarn war. Während der Arbeiten in Olkusz starb Hummel 4-jähriger Sohn Joannes. Sein Epitaph befindet sich unter der Orgelempore in Olkusz.
Hans Hummel brauchte sehr lange für die Ausführung seiner Arbeiten, was zu erheblichen Spannungen mit den Auftraggebern führte. 1629 wurde gegen ihn ein Haftbefehl des polnischen Königs Sigismund III Vasa erlassen, weil er die angefangene Arbeit in der Marienkirche in Krakau teilweise bezahlt bekommen, doch nicht fertiggestellt hat. Am 11. Februar 1630 stürzte Hans Hummel vom Gerüst in Levoča und starb. Nicht ausgeschlossen werden kann dabei ein Suizid wegen finanzieller Schwierigkeiten.
Hummel baute Windladen mit Trennschieden für alle Register, disponierte sehr weit mensurierte, zugelötete Rohrflöten, trichterförmige Salicionale, Mixturen mit Oktavrepetitionen und unterschiedliche Gattungen der Zungenstimmen.

## Werkliste (Auswahl)
Franken (eindeutige Zuordnung unklar)
- Hersbruck, Kirche, 1591, 1606, Reparaturen
- Nürnberg, St. Sebald, 1617, Reparaturen

Polen und Slowakei
- Vermillion, National Music Museum, University of South Dakota, um 1620 [?], Truhenorgel, erhalten und restauriert (6/I)[3]
- Olkusz, St. Andreas, 1611–1624, Neubau, 1631–1633 abgeschlossen durch Georg Nitrowski, älteste erhaltene Orgel Polens[4][5], 2015–2018 durch Flentrop Orgelbouw restauriert (31/II+P)[6][7]
- Miechów, Klosterkirche des Ritterordens vom Heiligen Grab zu Jerusalem, 1613, Neubau, nicht erhalten[8]
- Krakau, St. Marien, 1618, umfangreiche Umbauten, 1638–1641 abgeschlossen durch Georg Nitrowski, nicht erhalten (29/II+P)[9][10]
- Levoča, St. Jakob, 1624–1630, Neubau, 1630 durch Georg Nitrowski beendet, 27 Register, im 19. Jahrhundert Umbau bei Erhalt der ursprünglichen, (25 bzw. 27/II+P), teilweise erhalten, nicht restauriert[11][12]
- Krakau, St. Markus, Zeit unbekannt